# سكوت جوردن
سكوت جوردن (بالإنجليزية: Scott Jordan)‏ (19 يوليو 1975 بنيوكاسل أبون تاين في المملكة المتحدة - ) هو لاعب كرة قدم بريطاني في مركز الوسط. لعب مع نادي يورك سيتي ونادي سكاربورو.

## وصلات خارجية
- سكوت جوردن على موقع قاعدة بيانات كرة القدم.إي يو (الإنجليزية)
- سكوت جوردن على موقع Soccerbase.com (لاعب) (الإنجليزية)